# Природни резерват Голубинска глава
Природни резерват Голубинска глава jе локалитет у режиму заштите I степена, површине 15,00ha.
Налази се код места Голубиња глава, на 550 м.н.в. За овај локалитет је карактеристично присуство чисте, добро очуване, високе шуме брдске букве.